# Municipis del País Basc

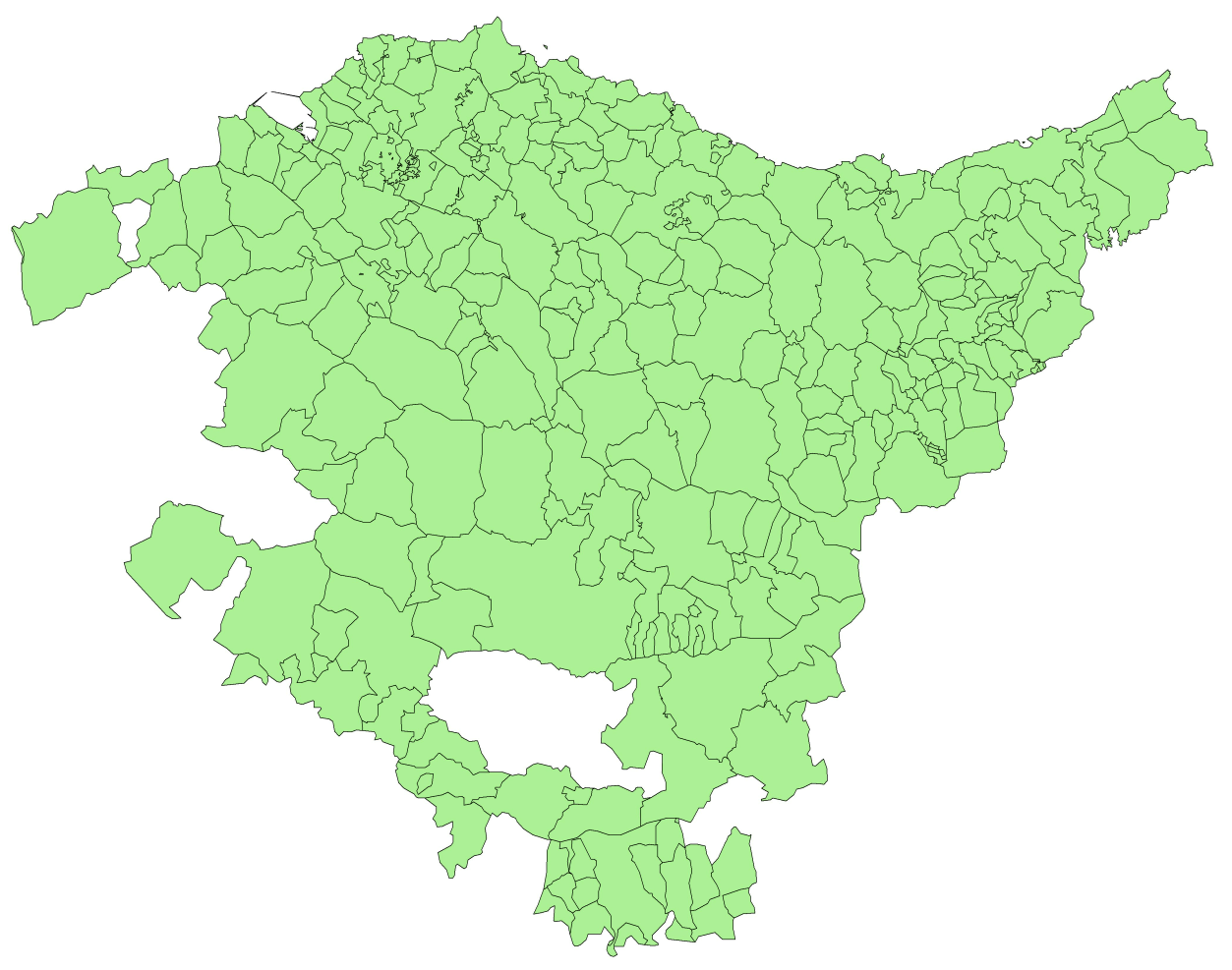
Mapa municipal del País Basc (Espanya). 2003.

## Llistes provincials
- Municipis d'Àlaba
- Municipis de Guipúscoa
- Municipis de Biscaia

## Per població
| Classificació | Nom               | Població (2018) |
| ------------- | ----------------- | --------------- |
| 1             | Bilbao            | 345.821         |
| 2             | Vitòria           | 249.176         |
| 3             | Sant Sebastià     | 186.665         |
| 4             | Barakaldo         | 100.435         |
| 5             | Getxo             | 78.276          |
| 6             | Irun              | 61.983          |
| 7             | Portugalete       | 45.826          |
| 8             | Santurtzi         | 45.795          |
| 9             | Basauri           | 40.762          |
| 10            | Errenteria        | 39.355          |
| 11            | Leioa             | 31.495          |
| 12            | Durango           | 29.636          |
| 13            | Galdakao          | 29.288          |
| 14            | Sestao            | 27.445          |
| 15            | Eibar             | 27.406          |
| 16            | Erandio           | 24.222          |
| 17            | Zarautz           | 23.223          |
| 18            | Arrasate          | 22.019          |
| 19            | Hernani           | 20.222          |
| 20            | Tolosa            | 19.525          |
| 21            | Amorebieta-Etxano | 19.140          |
| 22            | Lasarte-Oria      | 18.253          |
| 23            | Laudio            | 18.205          |
| 24            | Mungia            | 17.554          |
| 25            | Hondarribia       | 17.018          |
| 26            | Guernica          | 16.972          |
| 27            | Bermeo            | 16.688          |
| 28            | Pasaia            | 16.128          |
| 29            | Ermua             | 15.890          |
| 30            | Azpeitia          | 14.786          |